# 허완
허완(許完, 1569년 ~ 1637년)은 조선 중기의 무신이다. 본관은 김해 허씨. 자는 자고(子固)이다.

## 생애
1592년에 무과에 급제하였다. 전라좌수사 이순신은 그를 장수의 재목이라며 우대하였다. 그는 이순신과 수군들을 도와 혁혁한 공을 세웠다.
1627년에는 경상우병사가 되었고, 1629년에는 회령부사를 시작으로 전라병사, 충청수사 등을 지냈다. 1635년 경상좌병사가 되었다.
1636년 병자호란 중 쌍령 전투에서 패하자 스스로 목을 찔러 자결하였다.
사후 병조참의에 추증되었고, 시호는 충장(忠壯)이다.
허완의 묘는 청양에 있다.